# Лужники (жуки)
Лужники (лат. Laccophilus) — род жуков из семейства плавунцов подсемейства Laccophilinae.

## Описание
Мелкие жуки (3-6 мм) с слабо выпуклым телом удлиненной или овальной формы. Окраска тела обычно буровато-жёлтая, иногда с рисунком из пятен и продольных линий. Усики нитевидные. Щиток закрыт надкрыльями. Лапки задних ног с одним коготком, вершинные их членики с выступающими лопастями.

## Биология
Обитают в водоёмах с чистой водой. Питаются водными насекомыми: личинками подёнок и хаоборид, а также другими водными жуками. У некоторых видов известен каннибализм. Паразитами жуков являются грибы рода Chitonomyces, разные виды грибов поселяются на разных частях тела хозяина. Передача этих паразитов происходит во время спаривания.

## Классификация
Самый крупный род подсемейства Laccophilinae, включает 263 видов.

## Палеонтология
Ископаемые представители известны из отложений нижнего эоцена возрастом около 50,3—46,2 млн лет.

## Распространение
Встречается на всех континентах исключая Антарктиду.